# Медаль Дэви
Медаль Дэви (англ. Davy Medal) — награда Лондонского королевского общества, присуждаемая «за чрезвычайно важные открытия в любой области химии».
Медаль названа в честь Гемфри Дэви, вместе с наградой идёт денежная премия в размере 2000 фунтов. Впервые награда присуждена в 1877 году Роберту Вильгельму Бунзену и Густаву Кирхгофу «За исследования и открытия в спектральном анализе», с тех пор её присуждали 140 раз. Медаль вручается ежегодно и, в отличие от других наград Королевского общества, таких как, например, медаль Хьюза, она вручалась каждый год с момента появления.
Медалью награждали и сразу нескольких учёных: так в 1882 году она была присуждена Дмитрию Менделееву и Лотару Мейеру «за открытие периодической зависимости от атомного веса», в 1883 году — Марселену Бертло и Юлиусу Томсену «за исследования в термохимии», в 1893 году — Якобу Хендрик Вант-Гоффу и Жозефу Ашиль Ле Бель «в знак признания внедрения их теории асимметричного углерода, и его использование в объяснении конституции оптически активных соединений углерода», в 1903 году — Пьеру Кюри и Марии Кюри «за исследования радия» и в 1968 году Джону Корнфорту и Джорджу Джозефу Попчаку «в знак признания их совместной работы по выяснению биосинтеза в стероидах». Медалью награждёны 32 лауреата Нобелевской премии.

## Список лауреатов

### XIX век
| Список награждённых Медалью Дэви | Список награждённых Медалью Дэви                | Список награждённых Медалью Дэви | Список награждённых Медалью Дэви |
| Год                              | Имя                                             | Причина награждения | Примечание                       |
| -------------------------------- | ----------------------------------------------- | --- | -------------------------------- |
| 1877                             | Роберт Вильгельм Бунзен и Густав Роберт Кирхгоф | За исследования и открытия в спектральном анализе                                                                                      | [ 3 ]                            |
| 1878                             | Луи-Поль Кайете и Пикте, Рауль                  | За исследования, проведённые учёными самостоятельно, но одновременно, по конденсации так называемых постоянных газов                   | [ 4 ]                            |
| 1879                             | Поль Эмиль Лекок де Буабодран                   | За открытие галлия | [ 5 ]                            |
| 1880                             | Шарль Фридель                                   | За исследования органических соединений кремния и другие исследования                                                                  | [ 6 ]                            |
| 1881                             | Адольф фон Байер                                | За синтез индиго | [ 7 ]                            |
| 1882                             | Дмитрий Иванович Менделеев и Юлиус Лотар Мейер  | За открытие периодической зависимости атомного веса                                                                                    | [ 8 ]                            |
| 1883                             | Марселен Бертло и Юлиус Томсен                  | За исследования в термохимии | [ 9 ]                            |
| 1884                             | Адольф Вильгельм Герман Кольбе                  | За исследования в изомерии спиртов | [ 10 ]                           |
| 1885                             | Жан Серве Стас                                  | За точные определения атомных весов | [ 11 ]                           |
| 1886                             | Жан Шарль Галиссар де Мариньяк                  | За исследования атомного веса | [ 12 ]                           |
| 1887                             | Джон Ньюлендс                                   | За открытие периодического закона химических элементов                                                                                 | [ 13 ] [ 14 ]                    |
| 1888                             | Уильям Крукс                                    | За исследования поведения веществ, находящихся под воздействием электрического разряда в вакууме                                       | [ 15 ]                           |
| 1889                             | Уильям Генри Перкин (старший)                   | За исследования магнитного вращения от химического состава соединения                                                                  | [ 16 ]                           |
| 1890                             | Эмиль Герман Фишер                              | За открытия в области органической химии и особенно за его исследования карбогидратов                                                  | [ 17 ]                           |
| 1891                             | Виктор Майер                                    | За исследования по определению плотности пара при высоких температурах                                                                 | [ 13 ]                           |
| 1892                             | Франсуа Мари Рауль                              | За его исследования по замораживанию растворов, а также по давлению пара растворов                                                     | [ 18 ]                           |
| 1893                             | Якоб Хендрик Вант-Гофф и Жозеф Ашиль Ле Бель    | В знак признания их теории асимметричного углерода, и её использование в объяснении конституции оптически активных соединений углерода | [ 19 ]                           |
| 1894                             | Пер Теодор Клеве                                | За исследования редкоземельных элементов                                                                                               | [ 20 ]                           |
| 1895                             | Уильям Рамзай                                   | За свой вклад в открытие аргона, а также за его открытия, касающиеся газообразных составляющих минералов земли                         | [ 21 ]                           |
| 1896                             | Анри Муассан                                    | За выделение фтора и использование электрической печи в получении тугоплавких металлов и их соединений                                 | [ 22 ]                           |
| 1897                             | Джон Холл Гладстон                              | За большой вклад в химическую науку, и особенно за его важную работу в области применения оптических методов в химии                   | [ 23 ]                           |
| 1898                             | Йоханнес Вислиценус                             | За вклад в органическую химию, особенно в область стереохимические изомерии                                                            | [ 24 ]                           |
| 1899                             | Эдвард Шунк                                     | За исследования марена, индиго и хлорофилла                                                                                            | [ 25 ]                           |
| 1900                             | Вильгельм Кернер                                | За его блестящие работы по теории ароматических соединений                                                                             | [ 26 ]                           |

### XX век
| Список награждённых Медалью Дэви | Список награждённых Медалью Дэви            | Список награждённых Медалью Дэви | Список награждённых Медалью Дэви |
| Год                              | Имя                                         | Причина награждения | Примечание                       |
| -------------------------------- | ------------------------------------------- | --- | -------------------------------- |
| 1901                             | Джордж Даунинг Ливинг                       | За вклад в спектроскопию | [ 27 ]                           |
| 1902                             | Сванте Август Аррениус                      | За применение теории диссоциации для объяснения химических изменений | [ 28 ]                           |
| 1903                             | Пьер Кюри и Мария Кюри                      | За исследование радия | [ 29 ]                           |
| 1904                             | Уильям Генри Перкин (младший)               | За его значительные открытия в органической химии | [ 16 ]                           |
| 1905                             | Альберт Ладенбург                           | За исследования в области органической химии, особенно связанные с синтезом природных алкалоидов | [ 30 ]                           |
| 1906                             | Вильгельм Рудольф Фиттиг                    | За исследования в области химии, в особенности его работы по лактонам и кислотам | [ 31 ]                           |
| 1907                             | Эдвард Уильямс Морли                        | На основании его вклада в физику и химию, и особенно за определения относительных атомных масс водорода и кислорода                                                                                                  | [ 32 ]                           |
| 1908                             | Уильям Август Тилден                        | На основе открытий в области химии, особенно терпенов и атомного тепла | [ 33 ]                           |
| 1909                             | Джеймс Дьюар                                | На основании своих исследований при низких температурах | [ 34 ]                           |
| 1910                             | Теодор Уильям Ричардс                       | На основании своих исследований по определению атомных масс | [ 35 ]                           |
| 1911                             | Генри Эдвард Армстронг                      | На основании своих исследований в области органической и общей химии | [ 16 ]                           |
| 1912                             | Отто Валлах                                 | На основании своих исследований по химии эфирных масел и цикло-олефинов | [ 36 ]                           |
| 1913                             | Рафаэль Мельдола                            | На основании работ по синтетической химии | [ 16 ]                           |
| 1914                             | Уильям Джексон Поп                          | На основании его значительного вклада в структурную и органическую химии | [ 37 ]                           |
| 1915                             | Поль Сабатье                                | За исследования по контактным действием, а также применения мелкодисперсных металлов, катализаторов | [ 38 ]                           |
| 1916                             | Анри Луи Ле Шателье                         | На основании его возвышения в качестве химика | [ 39 ]                           |
| 1917                             | Альбин Халлер                               | На основании исследований в области органической химии | [ 40 ]                           |
| 1918                             | Фредерик Киппинг                            | На основании исследований в группе камфоры и среди органических производных азота и кремния | [ 41 ]                           |
| 1919                             | Перси Фарадей Франкленд                     | На основании его выдающейся работы в области химии, особенно по оптической активности и брожению | [ 42 ]                           |
| 1920                             | Чарльз Хичкок                               | На основании его работы в области физической химии и особенно по составу сплавов | [ 43 ] [ 44 ]                    |
| 1921                             | Филипп-Огюст Гюи                            | За исследования в области физической химии | [ 45 ]                           |
| 1922                             | Джозелин Филд Торп                          | За исследования по синтетической органической химии | [ 46 ]                           |
| 1923                             | Херберт Бейкер Бреретон                     | За исследования на полное высыхание газов и жидкостей | [ 47 ]                           |
| 1924                             | Артур Джордж Перкин                         | За исследования по структуре природных красящих веществ | [ 16 ]                           |
| 1925                             | Джеймс Ирвин                                | За работу по конституции сахара | [ 48 ]                           |
| 1926                             | Джеймс Уолкер                               | За его работу по теории ионизации | [ 49 ]                           |
| 1927                             | Артур Амос Нойес                            | За его работу по физической химии, особенно по растворению электролитов | [ 50 ]                           |
| 1928                             | Фредерик Джордж Доннан                      | За вклад в физическую химию и особенно за его теорию равновесия мембраны | [ 51 ]                           |
| 1929                             | Гилберт Ньютон Льюис                        | За вклад в классическую термодинамику и теорию валентности | [ 52 ]                           |
| 1930                             | Роберт Робинсон                             | За работы по конституции и синтезу природных веществ, а также за его вклад в теорию органических реакций | [ 53 ]                           |
| 1931                             | Артур Лапворт                               | За его исследования в области органической химии, в частности связанные с таутомерией и механизмом органических реакций                                                                                              | [ 54 ]                           |
| 1932                             | Рихард Мартин Вильштеттер                   | За выдающиеся исследования в области органической химии | [ 55 ]                           |
| 1933                             | Уильям Хобсон Миллс                         | За исследования в области органической химии, а также за работу по синтезу и свойствам цианиновых красителей, и особенно за его исследования новых типов асимметричных молекул                                       | [ 56 ]                           |
| 1934                             | Уолтер Нормен Хоуорс                        | За исследования молекулярной структуры углеводов | [ 57 ]                           |
| 1935                             | Артур Гарден                                | За выдающиеся работы в области биохимии и особенно за фундаментальные открытия в области химии спиртового брожения                                                                                                   | [ 58 ]                           |
| 1936                             | Уильям Артур Бон                            | За свою пионерскую работу по контактному катализу и его исследования по механизму горения углеводородов, характера огня и газообразных взрывов                                                                       | [ 59 ]                           |
| 1937                             | Ханс Фишер                                  | В знак признания его работ по химии порфиринов, в частности, по определению их детальной структуры деградации и синтезу порфиринов биологического значения                                                           | [ 60 ]                           |
| 1938                             | Джордж Баргер                               | В знак признания его выдающихся исследований по алкалоидам и другим натуральным продуктам | [ 61 ]                           |
| 1939                             | Джеймс Уильям Макбейн                       | За открытия и изучение коллоидных электролитов | [ 62 ]                           |
| 1940                             | Гарольд Клейтон Юри                         | За изоляцию дейтерия, тяжёлого изотопа водорода, и за его работы по другим изотопам с изложением подробностей протекания химических реакций                                                                          | [ 63 ]                           |
| 1941                             | Генри Дрисдейл Дакин                        | За его пионерские работы в биохимических исследованиях и особенно за фундаментальный вклад в исследование промежуточного обмена веществ                                                                              | [ 64 ]                           |
| 1942                             | Сирил Норман Хиншелвуд                      | В знак признания его выдающейся работы по механизмам химических реакций | [ 65 ]                           |
| 1943                             | Йен Моррис Хейлброн                         | В знак признания его значительного вклада в органическую химию, особенно в химию природных продуктов, имеющих физиологическое значение                                                                               | [ 66 ]                           |
| 1944                             | Роберт Робертсон                            | В знак признания его исследований по взрывчатым веществам, аналитическим методам, внутреннего структуры алмаза и инфракрасному спектру поглощения                                                                    | [ 67 ]                           |
| 1945                             | Роджер Адамс                                | В знак признания его обширных исследований в области органической химии и его последние работы в области алкалоидов                                                                                                  | [ 68 ]                           |
| 1946                             | Кристофер Кельк Ингольд                     | В знак признания его выдающейся работы по применению физических методов к задачам в области органической химии | [ 69 ]                           |
| 1947                             | Лайнус Карл Полинг                          | В знак признания его выдающегося вклада в теорию валентности | [ 70 ]                           |
| 1948                             | Эдмунд Ленгли Херст                         | В знак признания его выдающиеся работы в области определения структуры сахара, крахмала, камеди растений и особенно витамина С                                                                                       | [ 71 ]                           |
| 1949                             | Александер Робертус Тодд                    | За исследования синтетической структуры и достижения в области органической и биологической химии, с особым акцентом на витамины В1, Е и естественные нуклеозиды                                                     | [ 72 ]                           |
| 1950                             | Джон Симонсен                               | За выдающиеся исследования по конституции натуральных продуктов, особенно углеводородов и их производных | [ 73 ]                           |
| 1951                             | Эрик Кейтли Ридил                           | За выдающийся вклад в химию поверхностей | [ 74 ]                           |
| 1952                             | Александр Робертсон                         | В знак признания его исследований по химии натуральных продуктов, в частности, широкого спектра гликозиды, красящих веществ, содержащих атомы кислорода                                                              | [ 75 ]                           |
| 1953                             | Джон Эдвард Леннард-Джонс                   | За выдающиеся работы по применению квантовой механики к теории валентности и к анализу структуры десятичных соединений                                                                                               | [ 76 ]                           |
| 1954                             | Джеймс Кук Уилфред                          | За выдающиеся фундаментальные исследования в области органической химии | [ 77 ]                           |
| 1955                             | Гарри Ворк Мелвилл                          | В знак признания его выдающейся работы в области физической химии и реакции полимеров | [ 78 ]                           |
| 1956                             | Роберт Даунс Хеворт                         | В знак признания его выдающегося вклада в химии натуральных продуктов, особенно содержащих гетероциклические системы                                                                                                 | [ 79 ]                           |
| 1957                             | Кетлин Лонсдейл                             | В знак признания её выдающихся исследований в структуре и росте кристаллов | [ 80 ] [ 81 ] [ 82 ] [ 83 ]      |
| 1958                             | Рональд Джордж Рейфорд Норриш               | В знак признания его выдающейся работы по кинетической химии, особенно фотохимии | [ 84 ]                           |
| 1959                             | Роберт Бёрнс Вудворд                        | В знак признания его выдающихся исследований в области органической химии и, в частности за его вклад в структуру и синтез натуральных продуктов                                                                     | [ 85 ]                           |
| 1960                             | Джон Робертсон Монтет                       | В знак признания его выдающейся новаторской работе по анализу структуры кристаллов, особенно органических соединений                                                                                                 | [ 86 ]                           |
| 1961                             | Дерек Харольд Ричард Бартон                 | В знак признания его выдающихся исследований в области органической химии, в частности структуры и стереохимии природных веществ класса терпенов и стероидов, а также анализа конформации циклических структур       | [ 87 ]                           |
| 1962                             | Гарри Юлий Эмалеус                          | В знак признания его выдающихся исследований в неорганической химии, открытие и изучение широкого спектра новых соединений                                                                                           | [ 88 ]                           |
| 1963                             | Эдмунд Джон Боуэн                           | В знак признания его выдающейся работы по выяснению фотохимических реакций, а также за изучение флуоресценции и фосфоресценции в зависимости от молекулярных процессов                                               | [ 89 ]                           |
| 1964                             | Кальвин, Мелвин                             | В знак признания его новаторской работы в области химии и биологии | [ 90 ]                           |
| 1965                             | Гарольд Томпсон Уоррис                      | В знак признания его выдающегося вклада в инфракрасной спектроскопии и её применения к химическим проблемам | [ 91 ]                           |
| 1966                             | Эварт Джонс                                 | В знак признания его выдающегося вклада в синтетической органической химии, а также изучения структуры натуральных продуктов                                                                                         | [ 92 ]                           |
| 1967                             | Владимир Прелог                             | В знак признания его выдающейся работы по стереохимии и разработке концепций о структуре алкалоидов и антибиотиков                                                                                                   | [ 93 ]                           |
| 1968                             | Джон Уоркап Корнфорт и Джордж Джозеф Попчак | В знак признания их выдающейся совместной работы по объяснению биосинтеза в политерпеноидах и стероидах | [ 94 ]                           |
| 1969                             | Фредерик Дейнтон                            | В знак признания его выдающейся работы по механизмам химических реакций | [ 95 ]                           |
| 1970                             | Чарльз Коулсон                              | В знак признания его выдающейся работы по теоретической химии | [ 96 ]                           |
| 1971                             | Джордж Портер                               | В знак признания его выдающегося вклада в понимание химических реакций | [ 97 ]                           |
| 1972                             | Бёрч, Артур Джон                            | В знак признания его выдающихся исследований биосинтеза органических натуральных продуктов и разработку новых реагентов для восстановительных процессов                                                              | [ 98 ]                           |
| 1973                             | Джон Стюарт Андерсон                        | В знак признания его выдающегося вклада в химию, особенно за исследования структуры несовершенных поверхностей и нестехиометрических материалов                                                                      | [ 99 ]                           |
| 1974                             | Джеймс Бэддили                              | В знак признания его выдающихся исследований по коэнзимам и компонентам клеточной стенки бактерий | [ 100 ]                          |
| 1975                             | Теодор Моррис Сагден                        | В знак признания его выдающегося вклада в физическую химию, включая изучение реакций, протекающих в пламени | [ 101 ]                          |
| 1976                             | Рэкс Эдвард Ричардс                         | В знак признания его выдающегося вклада в спектроскопию ядерного магнитного резонанса и его применение в химических и биологических проблемах                                                                        | [ 102 ]                          |
| 1977                             | Алан Раштон Баттерсби                       | В знак признания его выдающихся и признанных на международном уровне достижений в биосинтезе, за его тщательный и логический анализ комплексного распада алкалоидов и порфиринов, полученных в естественных условиях | [ 103 ]                          |
| 1978                             | Эшенмозер, Альберт                          | В знак признания его выдающегося вклада в современной синтетической органической химии и хорошо иллюстрированный полный синтез витамина В12                                                                          | [ 104 ]                          |
| 1979                             | Джозеф Чатт                                 | В знак признания его выдающегося вклада в понимание катализа с участием лигирования молекул, таких как олефины или закись                                                                                            | [ 105 ]                          |
| 1980                             | Алан Вудворт Джонсон                        | В знак признания его выдающегося вклада в химию природных веществ, включая витамин B12, факторы прорастания семян и исследования гормонов и феромонов насекомых                                                      | [ 106 ]                          |
| 1981                             | Ральф Александр Рафаэл                      | В знак признания его выдающегося вклада в органический синтез | [ 107 ]                          |
| 1982                             | Майкл Джеймс Стюарт Дьюар                   | В знак признания его выдающихся исследований механизмов широкого спектра химических реакций на основе полуэмпирических волны механических расчётов                                                                   | [ 108 ]                          |
| 1983                             | Дуилио Аригони                              | В знак признания его выдающейся креативности в области биосинтеза и биоорганической стереохимии | [ 109 ]                          |
| 1984                             | Сэмюэл Фредерик Эдвардс                     | В знак признания его выдающегося вклада в теоретическую основу термодинамических аспектов химии полимеров | [ 110 ]                          |
| 1985                             | Джек Льюис, барон Льюис Ньюнхем             | За выдающиеся работы по строению и реакционной способности металла кластерных соединений | [ 111 ]                          |
| 1986                             | Александр Джордж Огстон                     | В знак признания его ранних предложений способов получения ферментов и его более поздний количественный анализ макромолекулы взаимодействия                                                                          | [ 112 ]                          |
| 1987                             | Алек Джеффрис                               | В знак признания его вклада в изучение ДНК человека, в частности за открытие и эксплуатацию гипервариабельных участков в геноме человека                                                                             | [ 113 ]                          |
| 1988                             | Джон Попл                                   | В знак признания его широкого вклада в теоретическую химию, особенно в развитие и применение методов для расчёта молекулярных волновых функций и свойств                                                             | [ 114 ]                          |
| 1989                             | Фрэнсис Гордон Альберт Стон                 | В знак признания его выдающегося вклада в металлоорганическую химию | [ 115 ]                          |
| 1990                             | Кейт Ушервуд Инголд                         | За новаторское количественное исследование свободно-радикальных реакций в растворе и в живых организмах, в частности, с помощью электронно-магнитного резонанса                                                      | [ 116 ]                          |
| 1991                             | Джереми Ноулз                               | В знак признания его вклада в механистическую химию, в частности, применение химических методов для решения фундаментальных биологических проблем распознавания и катализа                                           | [ 117 ]                          |
| 1992                             | Алан Каррингтон                             | За определение и характеристику молекулярных спектров переходных видов | [ 116 ]                          |
| 1993                             | Джек Болдуин                                | За вклад в био-органическую химию, в частности, понимание биосинтеза бета-лактамных антител | [ 118 ]                          |
| 1994                             | Джон Мейриг Томас                           | За пионерские исследования химии твёрдого тела и разработку новых материалов для гетерогенного катализа | [ 119 ]                          |
| 1995                             | Малькольм Грин                              | В знак признания его вклада в металлоорганическую химию с приложением для каталитических реакций | —                                |
| 1996                             | Джефри Уилкинсон                            | В знак признания его вклада в органическую химию, развитие гомогенного катализа и его работы по гидроформилирования                                                                                                  | [ 120 ]                          |
| 1997                             | Жан-Мари Лен                                | В знак признания его работ по супрамолекулярной химии, о самоорганизации молекул и химических устройствах | —                                |
| 1998                             | Алан Рой Ферст                              | В знак признания его новаторской работы в области анализа белков | [ 121 ]                          |
| 1999                             | Малькольм Гарольд Чизхольм                  | В знак признания его работы по неорганической химии, в частности, за значительное влияние на химию переходных металлов и его пионерские исследования по уникальной тройной связи металл-металл                       | —                                |
| 2000                             | Стивен Виктор Лэй                           | В знак признания изобретений новых синтетических методов, применяемых для синтеза сложных натуральных веществ от насекомых, микроорганизмов и растений                                                               | —                                |

### XXI век
| Список награждённых Медалью Дэви | Список награждённых Медалью Дэви | Список награждённых Медалью Дэви | Список награждённых Медалью Дэви |
| Год                              | Имя                              | Причина награждения | Примечание                       |
| -------------------------------- | -------------------------------- | --- | -------------------------------- |
| 2001                             | Аластар Йен Скотт                | За его новаторский вклад в понимание путей биосинтеза и, в частности за его работу по витамину В12 | —                                |
| 2002                             | Нил Бартлетт                     | За свои исследования окисляемых элементов, в первую очередь с использованием элементарного фтора | [ 122 ]                          |
| 2003                             | Роджер Парсонс                   | За свою блестящую карьеру в электрохимии | [ 123 ]                          |
| 2004                             | Такэси Ока                       | За многочисленные и разнообразные достижения в молекулярной спектроскопии и её приложениях, в частности в астрономии | —                                |
| 2005                             | Крис Добсон                      | За работы в области применения ядерного магнетического резонанса и другие методы изучения складывания белка и неправильного сворачивания, особенно образование амилоидных фибрилл | [ 124 ]                          |
| 2006                             | Мартин Поп                       | За свою новаторскую работу в области молекулярной химии полупроводников, которая теперь стала большим и важным направлением полупроводниковой науки и техники | [ 125 ]                          |
| 2007                             | Джон Симонс                      | За инновационный, экспериментальный вклад в области химической физики, в том числе молекулярной динамики, молекулярной спектроскопии и биофизической химии | —                                |
| 2008                             | Джеймс Стоддарт                  | За вклад в молекулярную технологию | —                                |
| 2009                             | Джереми Кит Моррис Сандерс       | За его новаторский вклад в нескольких областях, в последнее время в области динамической комбинаторной химии в авангарде супрамолекулярной химии | [ 1 ]                            |
| 2010                             | Кэрол Робинсон                   | За её новаторский вклад в применение масс-спектрометрии для характеристики больших белковых комплексов | [ 1 ]                            |
| 2011                             | Ахмед Зевейл                     | За плодотворные вклады в изучение сверхбыстрых реакций и понимание переходных состояний в химии, и в динамическую электронную микроскопию | [ 1 ]                            |
| 2012                             | Фрэйзер Армстронг                | За его новаторскую плёночную электрохимию белков, позволяющую изумительные термодинамический и кинетический контроль окислительно-восстановительных ферментов, на примере гидрогеназы, ключевую в энергетических технологиях                                                                 | [ 1 ]                            |
| 2013                             | Graham Hutchings                 | За открытие катализа золотом и за плодотворный вклад в эту новую область химии.Оригинальный текст (англ.)For the discovery of catalysis by gold and for his seminal contributions to this new field of chemistry                                                                             | —                                |
| 2014                             | Clare Grey                       | Оригинальный текст (англ.)For further pioneering applications of solid state nuclear magnetic resonance to materials of relevance to energy and the environment | —                                |
| 2015                             | Gideon Davies                    | За работу по определению химического состава реакций ферментативно-катализируемых превращений углеводов.Оригинальный текст (англ.)For his work in determining the reaction chemistry of enzyme-catalysed carbohydrate transformations                                                        | —                                |
| 2016                             | Stephen Mann                     | Оригинальный текст (англ.)For distinguished contributions to the chemistry of bio-mineralization and for pioneering the bio-inspired synthesis and self-assembly of functional nanostructures and hybrid nanoscale objects                                                                   | —                                |
| 2017                             | Matthew Rosseinsky               | Оригинальный текст (англ.)For his advances in the design and discovery of functional materials, integrating the development of new experimental and computational techniques. | —                                |
| 2018                             | John A. Pyle                     | Оригинальный текст (англ.)For pioneering leadership in understanding the depletion of the global ozone layer by halocarbons, particularly coupling between chemistry, radiation, and dynamics, and the special vulnerability of Arctic ozone.                                                | —                                |
| 2019                             | Varinder Aggarwal                | Оригинальный текст (англ.)For his ground-breaking methods coupling boronic esters creating 3-D architectures with full control over shape and functionality with broad ranging applications across the sciences.                                                                             | —                                |
| 2020                             | Ben G. Davis                     | Оригинальный текст (англ.)For inventing powerful chemical methods that directly manipulate complex biological molecules, enabling elucidation and control of biological function and mechanism in vitro and in vivo, beyond the limits of genetics.                                          | —                                |
| 2021                             | Malcolm Levitt                   | Оригинальный текст (англ.)For his contributions to the theory and methodology of nuclear magnetic resonance, including composite pulses, symmetry-based recoupling, long-lived nuclear spin states, and the study of endofullerenes byelectromagnetic spectroscopies and neutron scattering. | —                                |
| 2022                             | Peter Sadler                     | Оригинальный текст (англ.)For pioneering the research field of medicinal inorganic chemistry, "Metals in Medicine", and the design of new metallodrugs with novel mechanisms of action. | —                                |
| 2023                             | Margaret Brimble                 | Оригинальный текст (англ.)For outstanding contributions to organic chemistry with wide-ranging applications across the life sciences. | —                                |
| 2024                             | Véronique Gouverneur             | Оригинальный текст (англ.)For her contributions to the field of fluorine chemistry with applications in both medicine and positron emission tomography imaging. | —                                |